# Hybalus tuberculicornis
Hybalus tuberculicornis är en skalbaggsart som beskrevs av Edmund Reitter 1892. Hybalus tuberculicornis ingår i släktet Hybalus och familjen Orphnidae. Inga underarter finns listade i Catalogue of Life.